# Верхнеталовское сельское поселение
Верхнеталовское сельское поселение — муниципальное образование в Миллеровском районе Ростовской области. Административный центр поселения — хутор Верхнеталовка.

## Административное устройство
В состав Верхнеталовского сельского поселения входят:
- хутор Верхнеталовка;
- хутор Банниково-Александровский;
- хутор Греково-Петровский;
- хутор Греково-Станичный;
- хутор Красная Заря;
- хутор Кумшацкий;
- хутор Нижняя Таловка;
- хутор Новоандреевка;
- хутор Новоивановка;
- хутор Новоталовка;
- станица Старая Станица;
- хутор Туроверов;
- хутор Туроверово-Глубокинский.

В поселении работает Туроверовская школа, Верхнеталовская  школа, Греково-Станичная начальная школа,  Верхнеталовский детский сад. Есть фельдшерско-акушерский пункт, Муниципальное бюджетное учреждение культуры Верхнеталовского сельского поселения "Верхнеталовский информационно-культурный центр".

## Население
| 2010  | 2012  | 2013  | 2014  | 2015  | 2016  | 2017  |
| ----- | ----- | ----- | ----- | ----- | ----- | ----- |
| 2014  | ↘1935 | ↘1907 | ↗1945 | ↘1933 | ↘1882 | ↘1835 |
| 2018  | 2019  | 2020  | 2021  |       |       |       |
| ↘1819 | ↘1808 | ↘1777 | ↘1741 |       |       |       |

## Археологические объекты
На территории Верхнеталовского сельского поселения расположено больше десятка археологических объектов, которые являются достопримечательностями этого края.
- Карганная группа «Ветчинкова I» состоит из трех курганов и расположена на расстоянии 600 метров в юго-западную сторону от населенного пункта Ветчиновка.
- Карганная группа «Ветчинкова II» также включает в себя три кургана, которые расположены на расстоянии 3 километров на запад от населенного пункта Ветчиновка.
- Курганная группа «Ясиновый» состоит из 3 курганов, расположенных в 4 километрах на запад-юго-запад от хутора Верхнеталовский.
- Курган «Греково-Станичный III» расположен на южной окраине хутора Греково-Станичный.
- Курганная группа «Греково-Станичный I» состоит из 2 курганов, которые расположены на расстоянии 2 километров южнее от хутора Греково-Станичный.
- Курганная группа «Греково-Станичный II» состоит из двух курганов, расположенных на север на расстоянии 2 километров от хутора Греково-Станичный.
- Курганная группа «Красное утро» вмещает в себя три кургана на расстоянии 750 метров на северо-северо-восток от хутора Красная Заря.
- Курган «Лесной» расположен на северо-запад на расстоянии 4 километров от хутора «Красная Заря».
- Курган «Кумшацкий» расположен на расстоянии 5, 5 километров восточнее хутора Кумшацкий.
- Курган «Туроверов» находится на расстоянии 600 километров на северо-северо-запад от хутора Новоивановка.
- Курганная группа «ГОК-1» состоит из двух курганов, расположенных на южной окраине города Миллерово.
- Курган «ГОК-2» находится на южной окраине города Миллерово.
- Курганная группа «Миллеровский» включает в себя 2 кургана на расстоянии 1,7 километров к юго-западу от города Миллерово.
- Курганная группа «Карпов Яр» включает 3 кургана на расстоянии 2,7 километров на юго-юго-восток от города Миллерово[12].

## Достопримечательности

Мемориальный комплекс в Старой Станице

Памятник Женщинам-труженицам

- Храм Рождества Пресвятой Богородицы в хуторе Греково-Станичный[13]
- Памятник жертвам фашизма в хуторе Верхнеталовка (ул.Центральная).
- Памятник погибшим воинам в хуторе Верхнеталовка (ул.Центральная).
- Памятник погибшим в годы Великой Отечественной войны в хуторе Туроверов (ул.Российская).
- Памятник летчикам погибшим в годы Великой Отечественной войны. Хутор Туроверово-Глубокинский.
- Памятник неизвестному солдату в хуторе Греково-Станичный (ул.Братская).
- Памятник Женщинам-труженицам на автотрассе М4−Дон.
- Остатки казачьего куреня[12].

В окрестностях Верхнеталовского сельского поселения встречается более 73 видов растений и животных, вошедших в Красную книгу Ростовской области. Это представители фауны:
- Краснокнижные насекомые: дозорщик-император, жук-олень, чернотелка-гнаптор, ефратская златка,  пчела-плотник и др.
- Птицы: цапля, серая утка, удод, фазан, рябчик, куропатка, сыч, сорока, средний пестрый дятел и др.
- Представители флоры: степной сморчок, шампиньон хлопьеножковый, трутовик, мхи, лишайники, хвощ речной, дягиль, пушистоспайник, гирча, копытень, полынь солянковидная, василек, серпуха, синяк и др.

Здесь расположены уникальные меловые холмы побережья реки Глубокой в хуторе Кумшацкий и хуторе Туроверово-Глубокинский.